# .er
.er es el dominio de nivel superior geográfico (ccTLD) para Eritrea.